# Port Lincoln

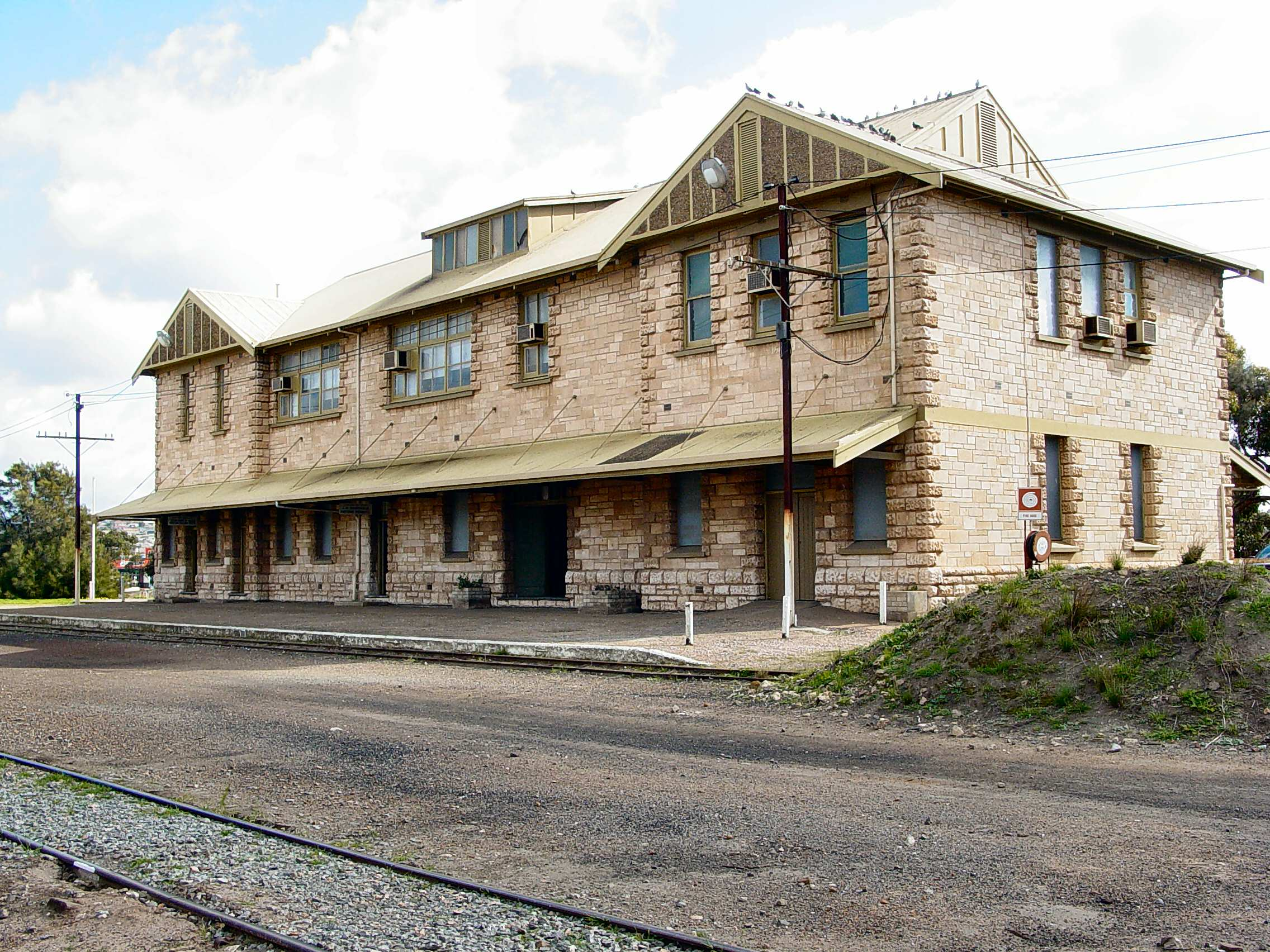
Bahnhof Port Lincoln

Port Lincoln ist eine Stadt im australischen Bundesstaat South Australia und liegt etwa 280 Kilometer Luftlinie westlich von Adelaide (Küstenstrecke circa 660 km). Sie liegt am Südende der Eyre-Halbinsel an der Boston Bay. Port Lincoln hat etwa 14.000 Einwohner und ist Bestandteil des Verwaltungsdistrikts (LGA) von Port Lincoln City.

## Geschichte
In dem Gebiet des heutigen Port Lincoln lebten die Aborigine der Barngarla (Parnkalla). Der ursprüngliche Name von Port Lincoln war Galinyala. Europäer siedelten im Jahre 1836 erstmals dort, nachdem Matthew Flinders den Hafen im Februar 1802 anlief und ihn nach seiner englischen Heimatstadt Lincoln benannte. Der Hafen entwickelte sich zu einem Umschlagplatz für Güter.

## Wirtschaft
In Port Lincoln ist die größte kommerzielle Fischfangflotte Australiens beheimatet und Fischzucht ist die Haupteinnahmequelle der Stadt. Der Ort hat eine Eisenbahnstation mit einer großen Kapazität, die als Umschlagplatz für Lebensmittelkonserven von Fisch, Fleisch und Lammfleisch, Tunfisch und für regional erzeugte Wolle dient. Der Tunfisch wird vorrangig aufgrund seiner guten Qualität nach Japan verkauft.
In der Umgebung von Port Lincoln hat sich eine Aquakultur im industriellen Maßstab entwickelt, die sich auf Tunfisch, Königsfisch, Seeohren, Meeresmuscheln und Austern spezialisiert hat.

## Töchter und Söhne der Stadt
- Kyle Chalmers (* 1998), Schwimmer
- Kieran Modra (1972–2019), Radsportler

## Tourismus
In der Umgebung von Port Lincoln befindet sich eine Küstenlandschaft mit Sandstränden und Felsenbuchten. Daher hat der Tourismus für den Ort eine große Bedeutung. Lincoln-Nationalpark, Coffin-Bay-Nationalpark und Kellidie Bay Conservation Park befinden sich in unmittelbarer Nähe. Der Spencer-Golf und die Große Australische Bucht bieten für Yachten, Tauchen und Angeln exzellente Voraussetzungen. Um den Hafen herum wurden die größten Weißen Haie gesichtet. Ferner beginnen viele Touristen Rundreisen auf der Eyre-Halbinsel von diesem Ort aus.

## Klima
|                       | Jan  | Feb  | Mär  | Apr  | Mai  | Jun  | Jul  | Aug  | Sep  | Okt  | Nov  | Dez  |   |      |
| Mittl. Tagesmax. (°C) | 25,8 | 25,9 | 24,0 | 22,0 | 19,4 | 16,8 | 16,1 | 16,7 | 18,5 | 20,5 | 22,9 | 24,4 | ⌀ | 21,1 |
| Mittl. Tagesmin. (°C) | 15,6 | 16,2 | 14,5 | 12,2 | 10,4 | 8,6  | 7,6  | 7,1  | 8,0  | 9,5  | 12,1 | 14,0 | ⌀ | 11,3 |

| 15,6 |

| 16,2 |

| 14,5 |

| 12,2 |

| 10,4 |

| 8,6 |

| 7,6 |

| 7,1 |

| 8,0 |

| 9,5 |

| 12,1 |

| 14,0 |

| 15,6 |

| 16,2 |

| 14,5 |

| 12,2 |

| 10,4 |

| 8,6 |

| 7,6 |

| 7,1 |

| 8,0 |

| 9,5 |

| 12,1 |

| 14,0 |